# Post Human: Survival Horror
Post Human: Survival Horror — міні-альбом британського рок-гурту Bring Me the Horizon, випущений 30 жовтня 2020 року. Пісня «Ludens», що вийшла у листопаді 2019 року як сингл до саундтреку Death Stranding, також була включена у треклист альбому. Запис було спродюсовано фронтменом Олівером Сайксом, клавішником Джорданом Фішом та композитором Міком Гордоном. Альбом отримав позитивні відгуки критиків, деякі з яких зауважили повернення гурту до більш важкого звучання їх раннього матеріалу.

## Список композицій
| #     | Назва | Тривалість |
| ----- | --- | ---------- |
| 1.    | «Dear Diary,»                                                                                                | 2:44       |
| 2.    | «Parasite Eve»                                                                                               | 4:51       |
| 3.    | «Teardrops»                                                                                                  | 3:35       |
| 4.    | «Obey» (за участі Yungblud)                                                                                  | 3:40       |
| 5.    | «Itch for the Cure (When Will We Be Free?)»                                                                  | 1:26       |
| 6.    | «Kingslayer» (за участі Babymetal)                                                                           | 3:38       |
| 7.    | «1x1» (за участі Nova Twins)                                                                                 | 3:29       |
| 8.    | «Ludens» | 4:40       |
| 9.    | «One Day the Only Butterflies Left Will Be in Your Chest as You March Towards Your Death» (за участі Емі Лі) | 4:03       |
| 32:10 | |            |

| Бонус-треки японського видання | Бонус-треки японського видання | Бонус-треки японського видання | Бонус-треки японського видання |
| #                              | Назва                          | Автор                          | Тривалість                     |
| ------------------------------ | ------------------------------ | ------------------------------ | ------------------------------ |
| 10.                            | «Mantra» (Live in Tokyo)       | Sykes Fish Malia Kean Nicholls | 4:23                           |
| 11.                            | «Medicine» (Live in Tokyo)     | Sykes Fish Malia Kean Nicholls | 3:50                           |
| 12.                            | «Ludens» (Live in Tokyo)       |                                | 5:58                           |
| 46:22                          |                                |                                |                                |

## Чарти
| Чарт (2020–2021)                                     | Найвища позиція |
| ---------------------------------------------------- | --------------- |
| Австралія Australian Albums (ARIA)                   | 3               |
| Австрія Austrian Albums (Ö3 Austria)                 | 7               |
| Бельгія Belgian Albums (Ultratop Flanders)           | 18              |
| Бельгія Belgian Albums (Ultratop Wallonia)           | 64              |
| Канада Canadian Albums (Billboard)                   | 31              |
| Нідерланди Dutch Albums (MegaCharts)                 | 41              |
| Фінляндія Finnish Albums (Suomen virallinen lista)   | 7               |
| Франція French Albums (SNEP)                         | 71              |
| Німеччина German Albums (Offizielle Top 100)         | 4               |
| Ірландія Irish Albums (OCC)                          | 31              |
| Італія Italian Albums (FIMI)                         | 45              |
| Японія Japanese Albums (Oricon)                      | 16              |
| Нова Зеландія New Zealand Albums (Recorded Music NZ) | 19              |
| Норвегія Norwegian Albums (VG-lista)                 | 28              |
| Польща Polish Albums (ZPAV)                          | 11              |
| Португалія Portuguese Albums (AFP)                   | 4               |
| Шотландія Scottish Albums (OCC)                      | 1               |
| Іспанія Spanish Albums (PROMUSICAE)                  | 28              |
| Швеція Swedish Albums (Sverigetopplistan)            | 28              |
| Швейцарія Swiss Albums (Schweizer Hitparade)         | 6               |
| Велика Британія UK Albums (OCC)                      | 1               |
| Велика Британія UK Rock & Metal Albums (OCC)         | 1               |
| США Billboard 200                                    | 46              |
| США Top Alternative Albums (Billboard)               | 4               |
| США Top Hard Rock Albums (Billboard)                 | 3               |
| США Top Rock Albums (Billboard)                      | 8               |

| Чарт (2021)              | Позиція |
| ------------------------ | ------- |
| UK Cassette Albums (OCC) | 23      |